# Liborio Hierro
Liborio Luis Hierro Sánchez-Pescador es un académico y político español.Nació el 27 de enero de 1946 en Madrid. Es catedrático emérito de Filosofía del Derecho en la Universidad Autónoma de Madrid. 
Estudió el Bachillerato en el Instituto Ramiro de Maeztu (1956-1963) y la Licenciatura en Derecho en la Universidad Complutense de Madrid (1963-1968). Incorporado como Ayudante a la cátedra del profesor Joaquín Ruiz Giménez (1969), pasó a formar parte del equipo del profesor Elías Díaz en la Universidad Autónoma de Madrid (1972) donde leyó su tesis doctoral (1979). 
Compaginó la carrera académica con el ejercicio de la abogacía entre 1969 y 1982. Fue subsecretario de Justicia (1982-1990) y Presidente del Tribunal de Defensa de la Competencia (1990-1992). En 1992 se reincorporó a la Universidad Autónoma de Madrid, donde obtuvo la cátedra de Filosofía del Derecho en 2002. Ha sido Decano de la Facultad de Derecho de la UAM (2003-2006).
Libros
- Textos básicos sobre derechos humanos (en colaboración con Gregorio Peces-Barba, 1973)
- El realismo jurídico escandinavo (1982; segunda edición revisada y abreviada 2009)
- Estado de Derecho: problemas actuales (1998)
- Justicia, igualdad y eficiencia (2002)
- La eficacia de las normas jurídicas (2003)
- Los derechos humanos. Una concepción de la justicia (2016)

- Datos: Q60968581